# Andreas Busch (Politikwissenschaftler)
Andreas Busch (* 30. Juli 1962) ist ein deutscher Politologe.

## Leben
Busch studierte an den Universitäten München, Heidelberg und Oxford Politikwissenschaft, Volkswirtschaftslehre und Öffentliches Recht. 1994 wurde er promoviert; die Dissertation wurde ausgezeichnet mit dem „VMI-Förderpreis für den wissenschaftlichen Nachwuchs“ des Verbandes der Metallindustrie Baden-Württemberg. Ab 1995 war er Wissenschaftlicher Assistent am Institut für Politische Wissenschaft der Universität Heidelberg am Lehrstuhl von Klaus von Beyme, wo er sich 2002 habilitierte.
2001 wechselte er nach Oxford als DAAD-Lecturer für deutsche Politik. Ab 2003 erhielt er dort eine Stelle als Reader für europäische Politik.
2008 folgte er dem Ruf auf die Professur für Vergleichende Politikwissenschaft und Politische Ökonomie an der Universität Göttingen.
Seine Forschungsschwerpunkte sind Staatstätigkeitsforschung (insbesondere Wirtschafts-, Rechts- und Verfassungspolitik) und institutionenzentrierte Analyse; Politische Ökonomie, insbesondere Regulierungspolitik (besonders zu Banken und Finanzmärkten) und vergleichende Analyse von wirtschaftlichen Systemen sowie Netzpolitik.
Im Januar 2014 wurde er zum Ordentlichen Mitglied der Philosophisch-Historischen Klasse der Akademie der Wissenschaften zu Göttingen gewählt. Dort ist er seit Mai 2014 Vorsitzender der Forschungskommission „Demografischer Wandel“.
Busch ist Sohn der Volkswirtin Christiane Busch-Lüty.